# Canaletto
Canaletto, cuyo verdadero nombre era Giovanni Antonio Canal (Venecia, 18 de octubre de 1697 - Venecia, 19 de abril de 1768), fue un pintor y grabador italiano, famoso por sus paisajes urbanos de Venecia dentro del nuevo género de la veduta. Hijo del pintor Bernardo Canal, tomó el nombre de Canaletto para distinguirse de él; su sobrino Bernardo Bellotto usó ocasionalmente el mismo seudónimo de Canaletto en su propia carrera.

## Biografía

### Primeros tiempos

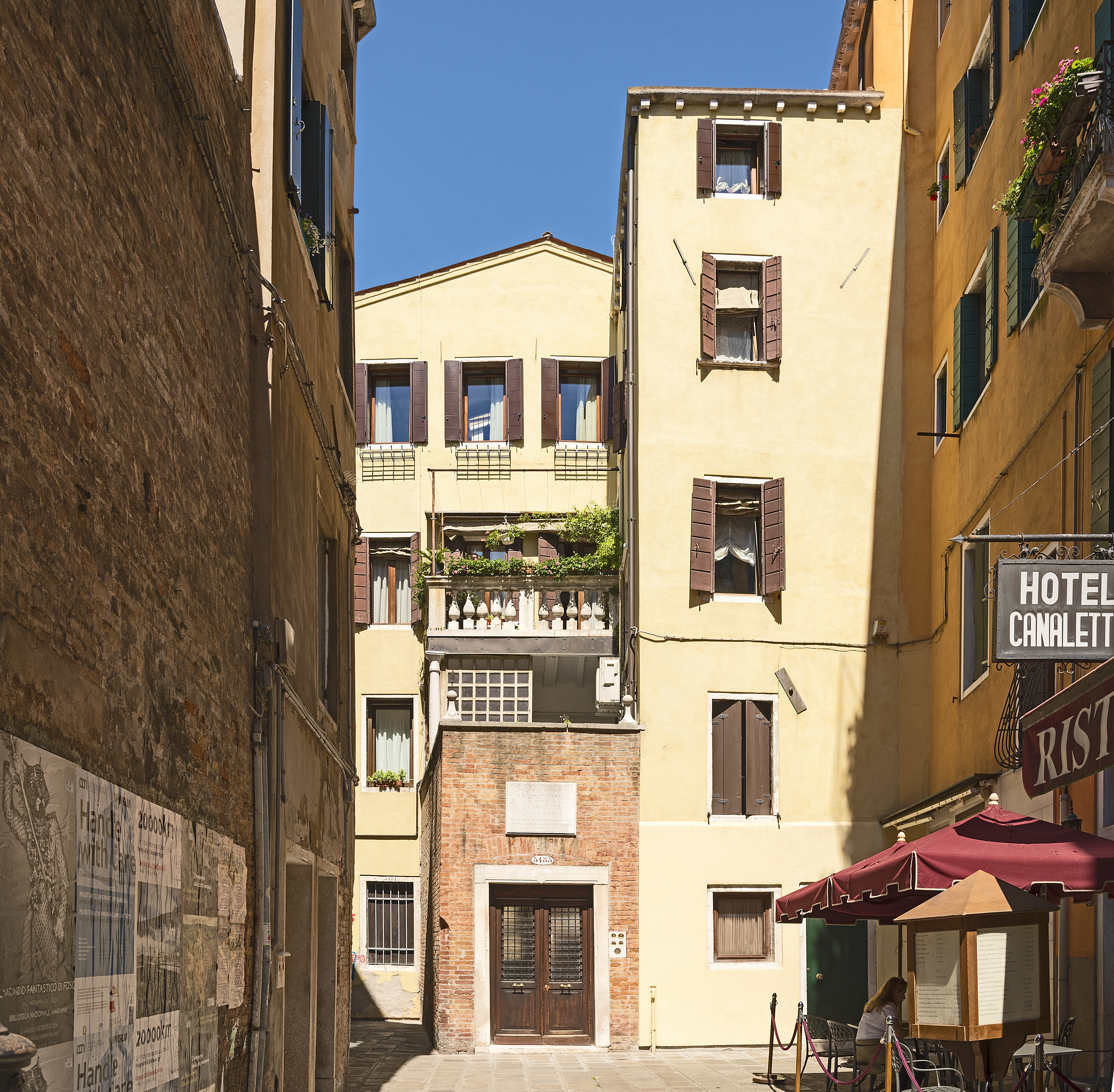
Lugar de nacimiento de Canaletto

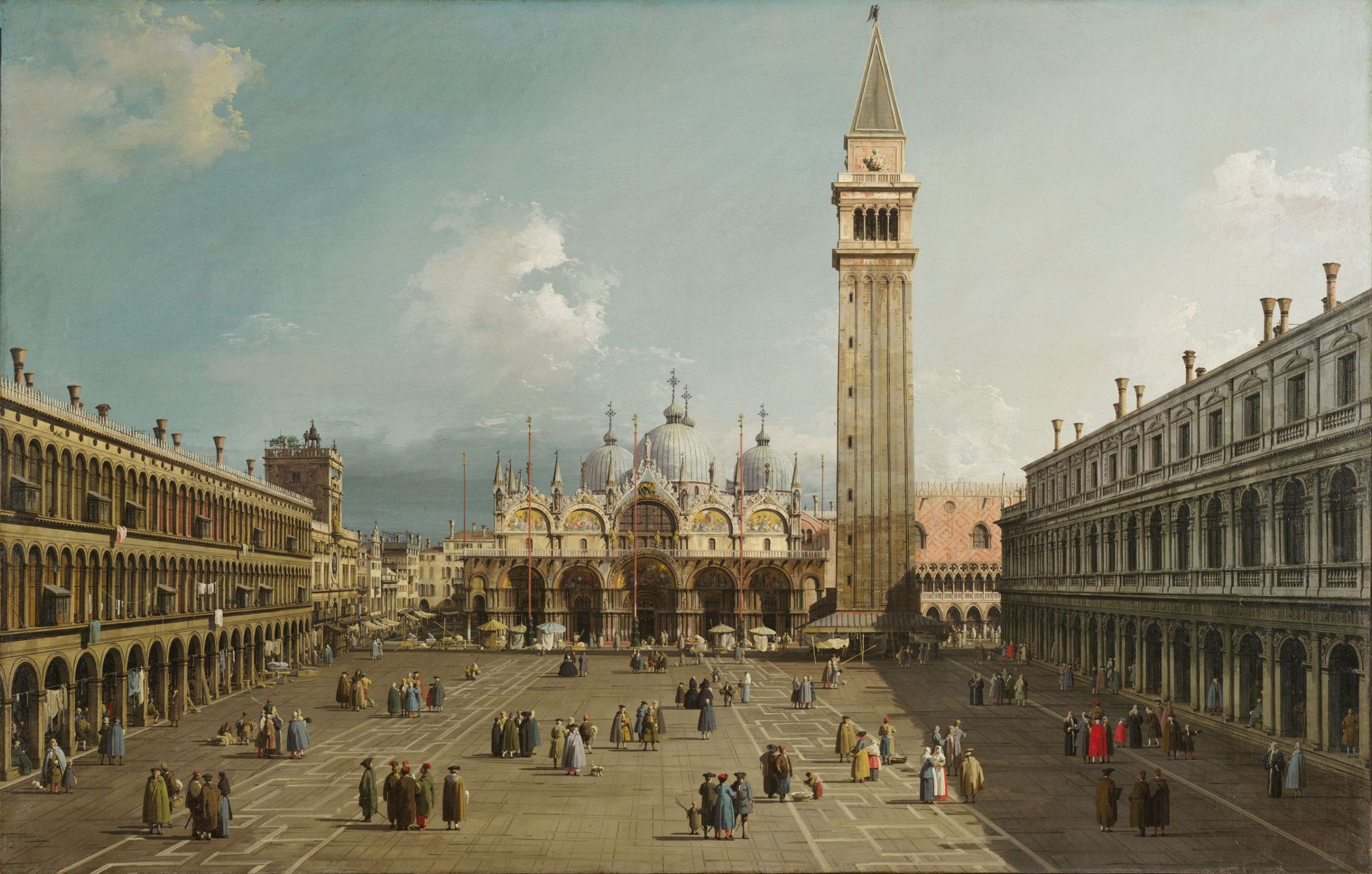
Piazza San Marco con la Basílica, (1730).

Canaletto nace en Venecia, República de Venecia en el seno de una familia formada por Bernardo y Artemisia Barbieri. En 1716 a la edad de 19 años comienza a trabajar como aprendiz de su padre junto con su hermano. El padre, Bernardo trabajaba como escenógrafo teatral en las que pintaba amplios decorados para las representaciones. Bajo ésta temprana influencia, el artista empieza a familiarizarse con grandes paisajes urbanos a la vez que empieza a estudiar con Luca Carlevarijs, pintor de escenas callejeras y también es influenciado por otro pintor Marco Ricci
Tres años después de empezar a trabajar con su padre, en 1719, Canaletto se desplaza junto a Bernardo Canal a Roma para pintar durante un año las decoraciones de las óperas de Scarlatti. Este viaje va a resultar crucial en su vida puesto que en el mismo conoce la obra de Giovanni Paolo Pannini, un gran pintor de la época, seguidor de la corriente vedutistay especializado en grandes paisajes y ruinas clásicas. Durante la estancia en Roma se relaciona con diferentes paisajistas y comienza a pintar escenas urbanas.
Finalizado el trabajo en Roma, regresa a Venecia en 1720 y se registra en el gremio de pintores de Venecia al que pertenecerá hasta 1767. En este momento la técnica pictórica de Canaletto se centra en fuertes contrastes de luz, así como en una técnica directa sin el uso de bocetos previos preparatorios del cuadro final. Su técnica también comprende el acabado del trabajo in situ y no dentro del estudio como era costumbre en aquella época, usando la cámara oscura para el encuadre de los paisajes, así como una pincelada gruesa que otorga al cuadro una sensación de humedad.(Obra)

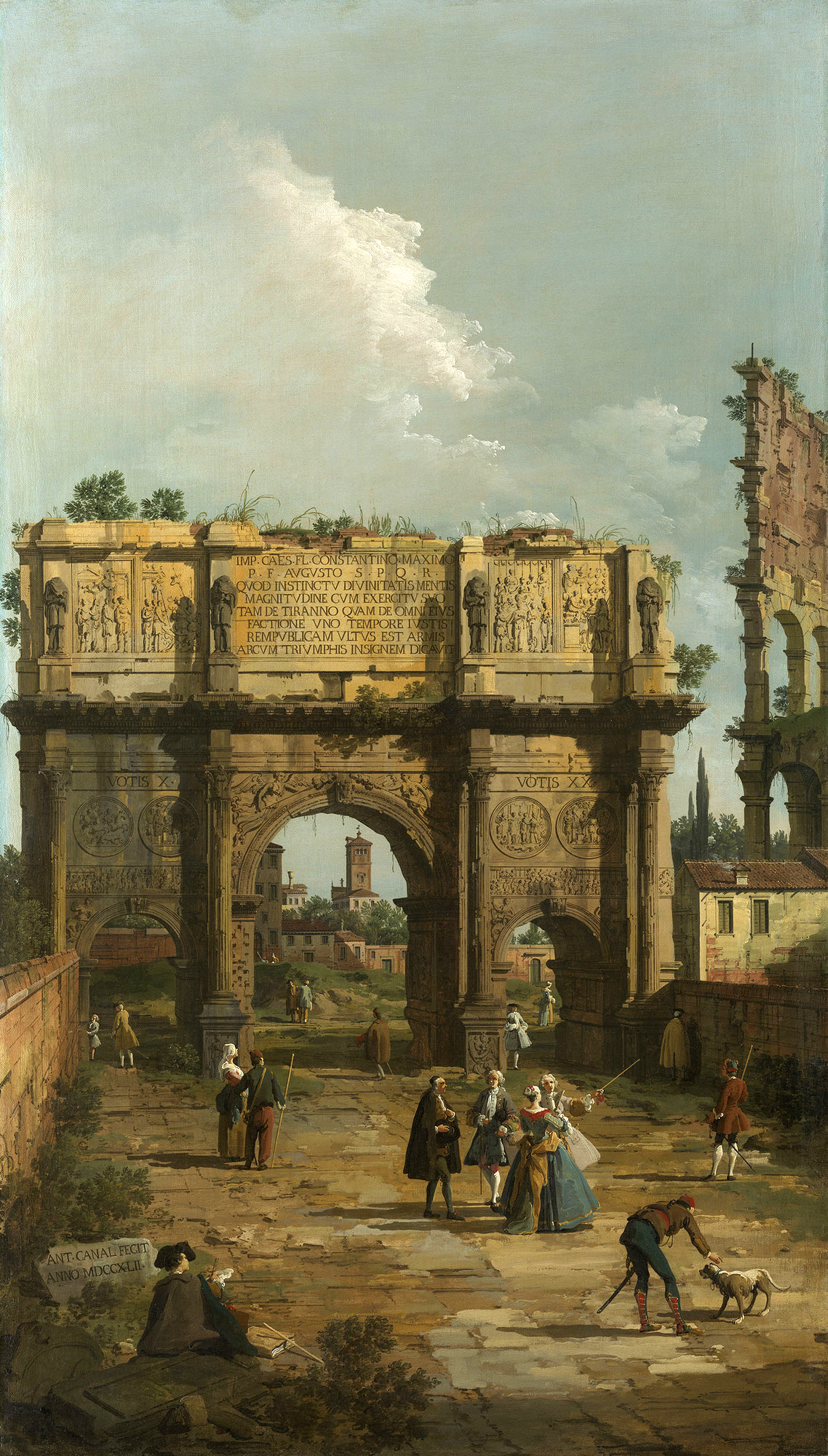
Roma, Arco de Constantino, (1742), Royal Collection, Windsor.

Sus primeras obras datan de la década de 1720 a 1730. En 1723 aparece su primer trabajo fechado y firmado que hoy en día se conoce, «Capriccio Arquitectónico» (1723, Milán, colección particular), Capriccio Arquitectónico, recibiendo así sus primeros encargos de Stefano Conti y del príncipe de Liechtenstein. En esa época comienza a entablar amistad con el que será su mayor cliente, mecenas y embajador de su obra, Joseph Smith, cónsul inglés en la república de Venecia. Los trabajos de esta época están considerados por muchos como los mejores como The Stonemason's Yard (1729, Londres, National Gallery).
Entre los años 1740 y 1741 realiza un viaje por el río Brenta durante el que crea numerosas pinturas. En la década de 1740 comienza a variar su técnica y comienza a usar una pincelada suelta e imprecisa. Sus colores dejan de ser oscuros y comienza con el uso de la luz, los dorados, rojos y demás colores vivos que dotan al cuadro de gran luminosidad.(Obra)

### Época inglesa
En 1746 Canaletto se traslada a Inglaterra para trabajar en ese país hasta su regreso a Venecia en 1755. Su traslado a Inglaterra se había visto forzado en parte por la guerra de sucesión austriaca que hizo que los visitantes ingleses, principales clientes de Canaletto que adquirían sus cuadros como recuerdos dentro del denominado Grand Tour, no visitasen Venecia.

### Etapa final de su vida
Tras regresar a Venecia en 1756, se le nombra miembro de la academia veneciana de pintura y escultura en 1763. La técnica de sus últimos años se caracteriza por un estilo nada elaborado, superficial y por la repetición de paisajes de forma sistemática. Sus restos descansan en la iglesia de san Lio de Venecia.

## Popularidad
Su reconocimiento se propagó a través de su obra y de la generación de discípulos que instruyó, entre los cuales se destacan Bernardo Belloto, Francesco Guardi, Michele Marieschi, Gabriele Bella y Giuseppe Bernardino Bison
Joseph Smith vendió gran parte de su colección al rey Jorge III que la incluyó dentro de la Royal Collection. Merced a su viaje, estancia y venta de cuadros en Venecia, muchas de sus pinturas se hallan en Inglaterra en museos y colecciones privadas como la Colección Wallace, el Museo Soane o el palacio de Woburn Abbey.
Durante el siglo XIX la estima de Canaletto decayó, siendo duramente criticado por Ruskin. Recobró auge indirectamente gracias a la vistas venecianas pintadas por Claude Monet y pintores posteriores. En el año 2005 en la subasta celebrada en Sotheby's en julio, el cuadro Gran Canal, vista al noreste desde el Palazzo Balbi hacia el puente de Rialto alcanzó la cifra de 19 millones de libras esterlinas.

## Obra
La obra de Canaletto consta de aproximadamente 116 piezas, que se pueden dividir en paisajes y vistas (86), costumbres e historia (1), interiores (3) y dibujos y grabados (26). Existen numerosas obras atribuidas al artista o su taller en instituciones de todo el mundo. 

### Galería

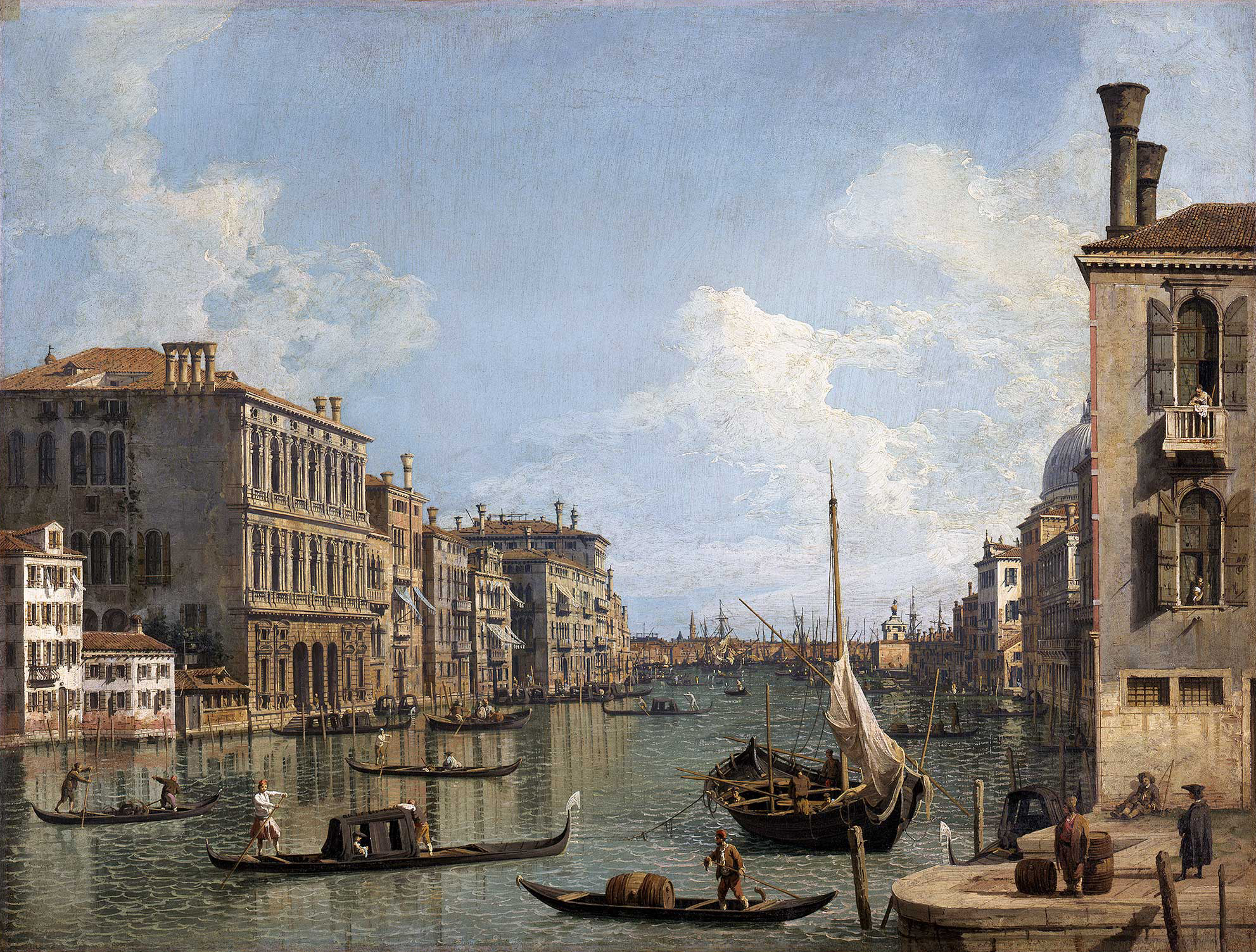
Veduta del Canal Grande verso la Punta della Dogana, da Campo San Ivo, mid-1700s, Pinacoteca di Brera.
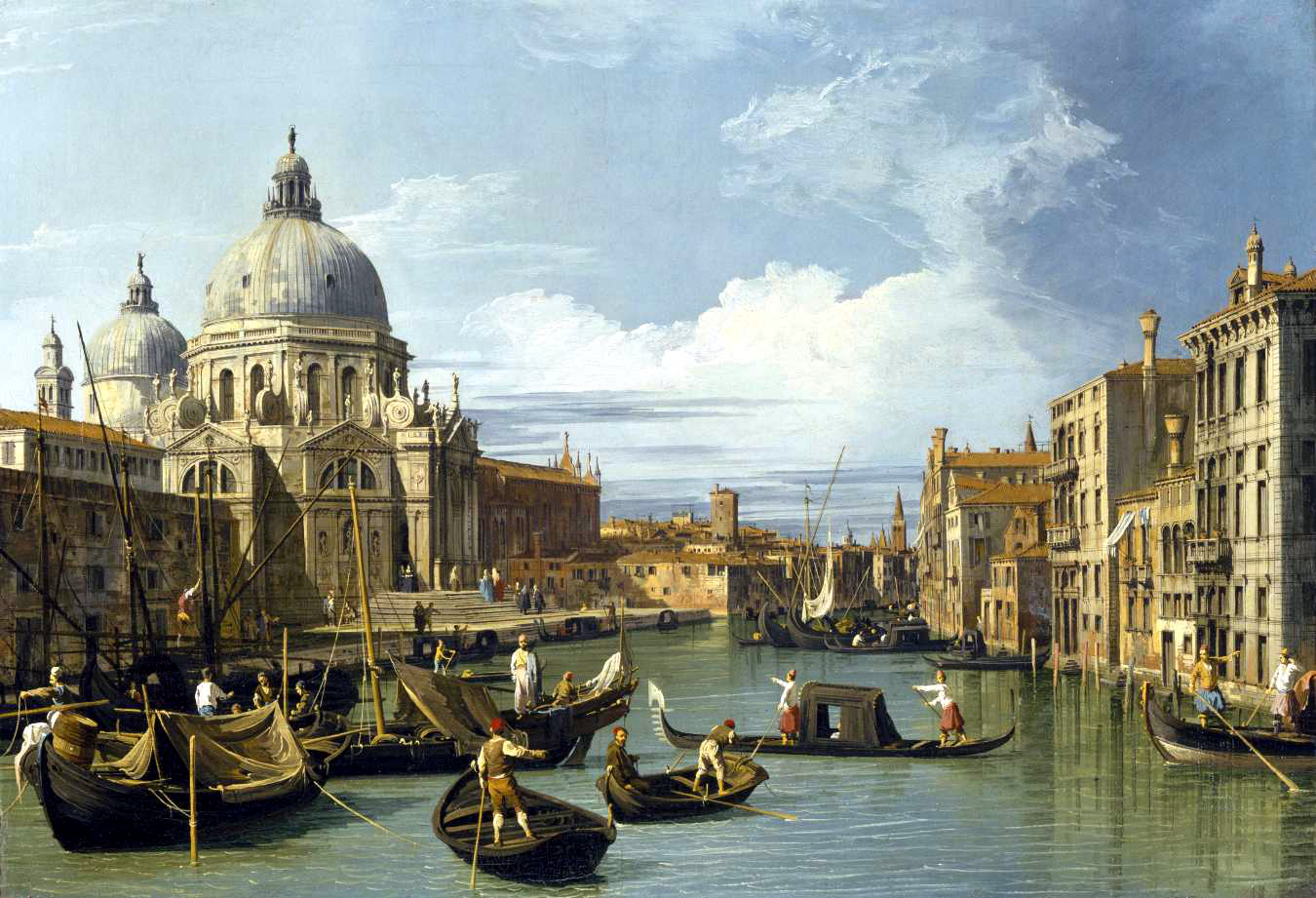
El Gran Canal, Venecia, (c. 1730).
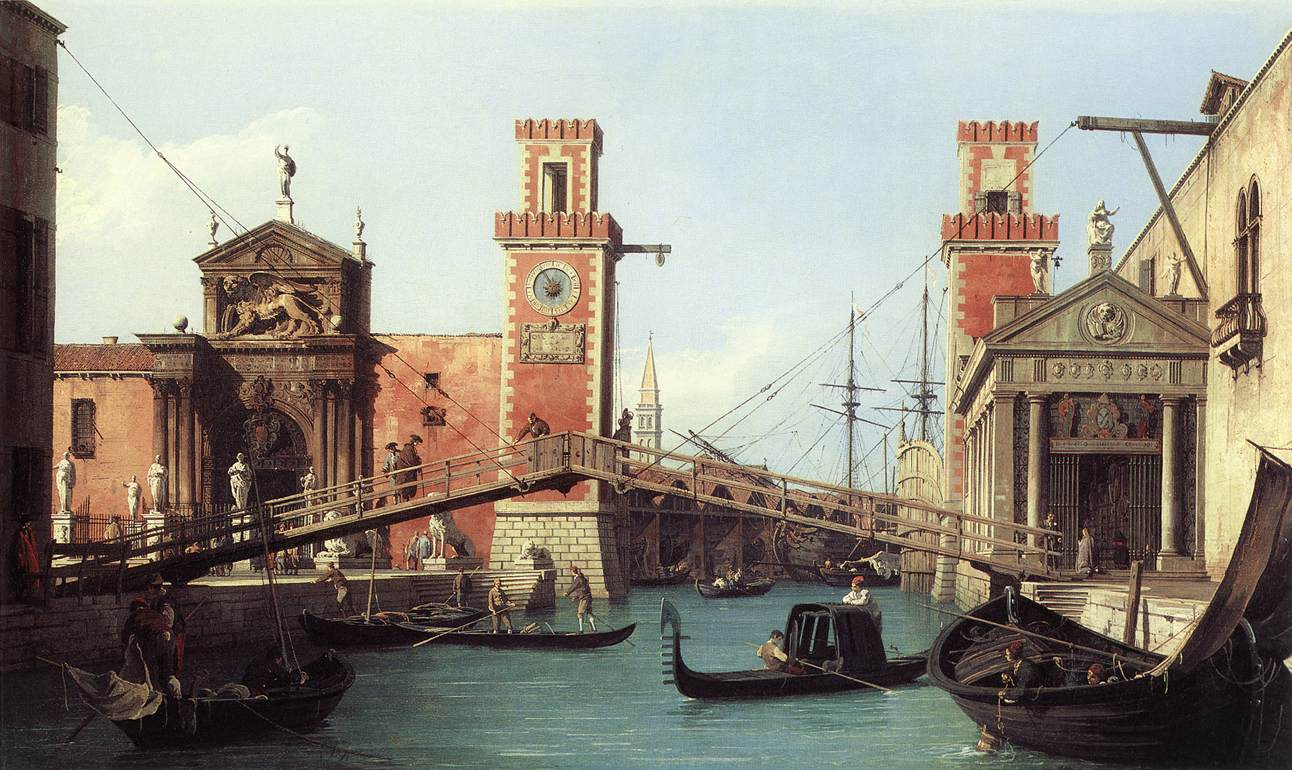
Vista de la entrada al Arsenal, (1732).
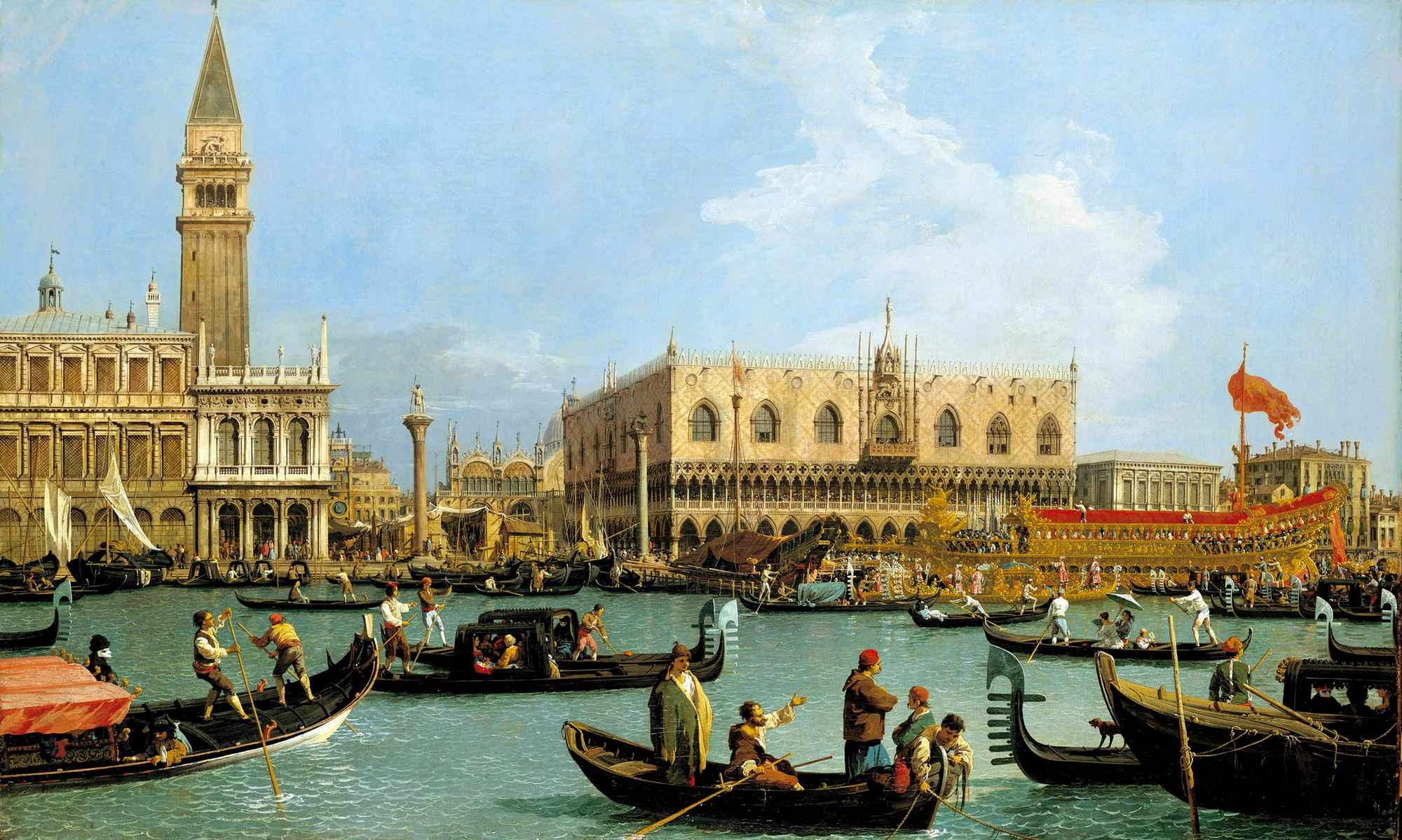
El Bucintoro regresa al Molo el día de la Ascensión, (1730).
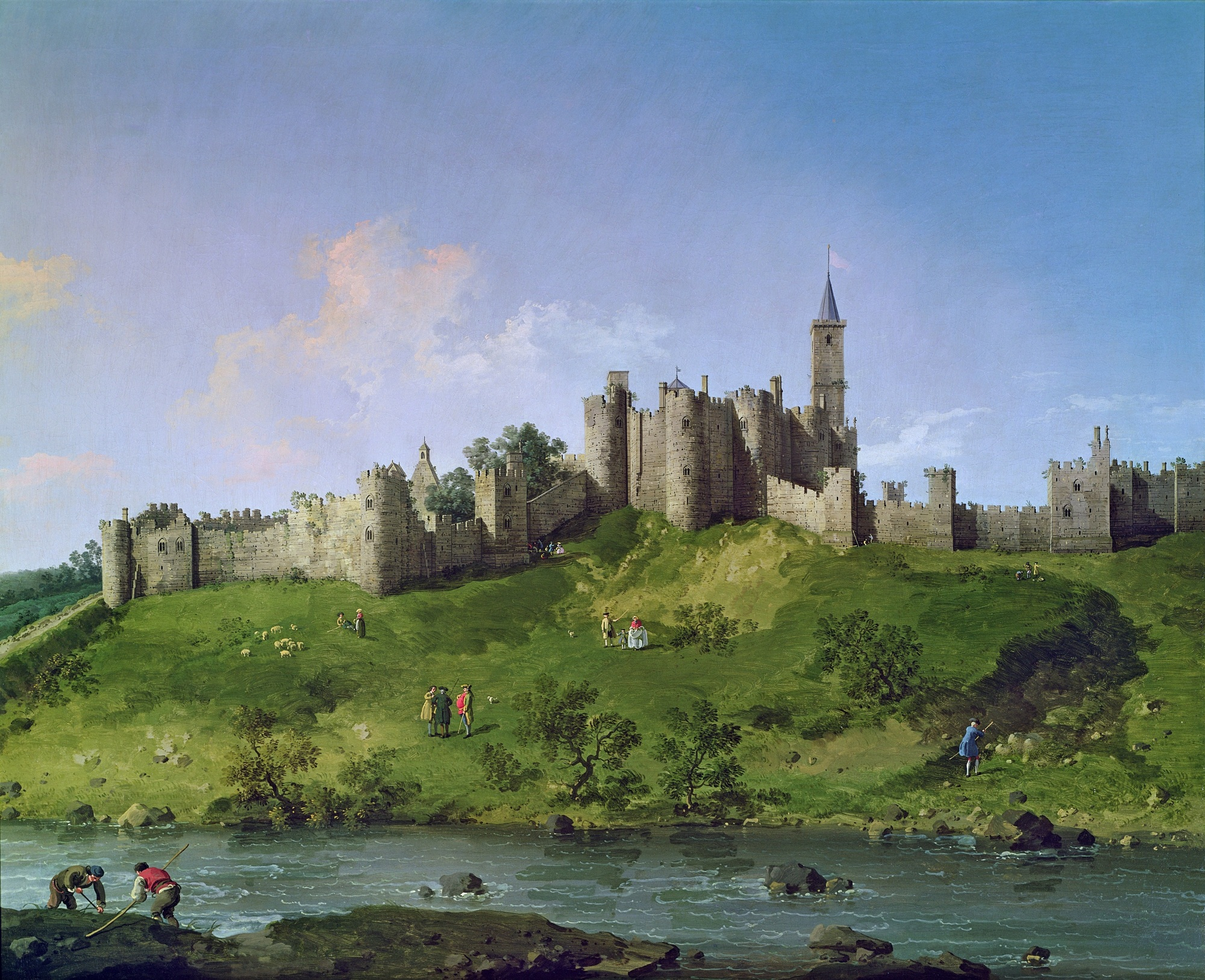
El castillo de Alnwick en Northumberland. Canaletto pintó este cuadro durante su estancia en Inglaterra entre 1746 y 1755.
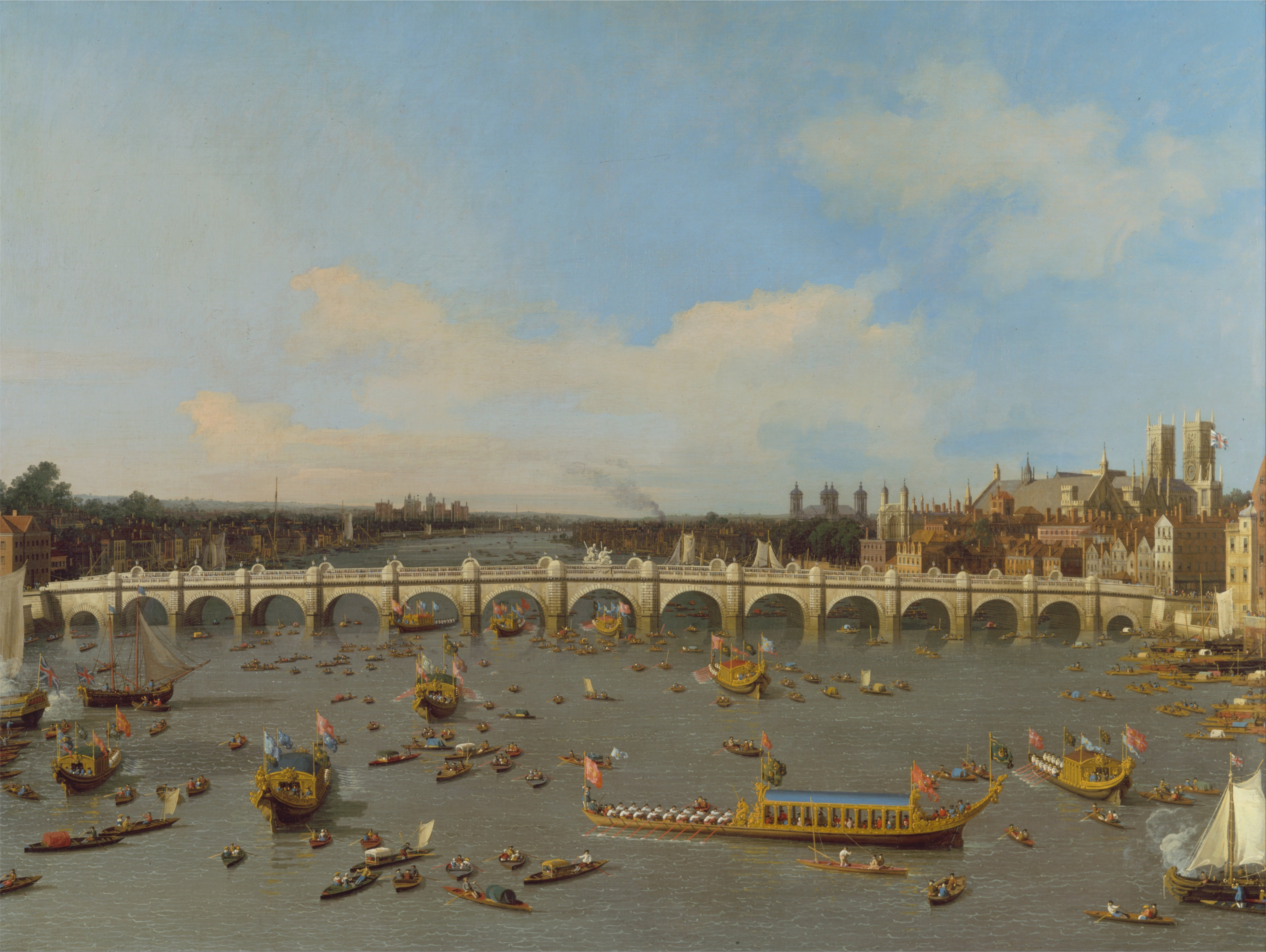
Puente de Westminster, (1746).
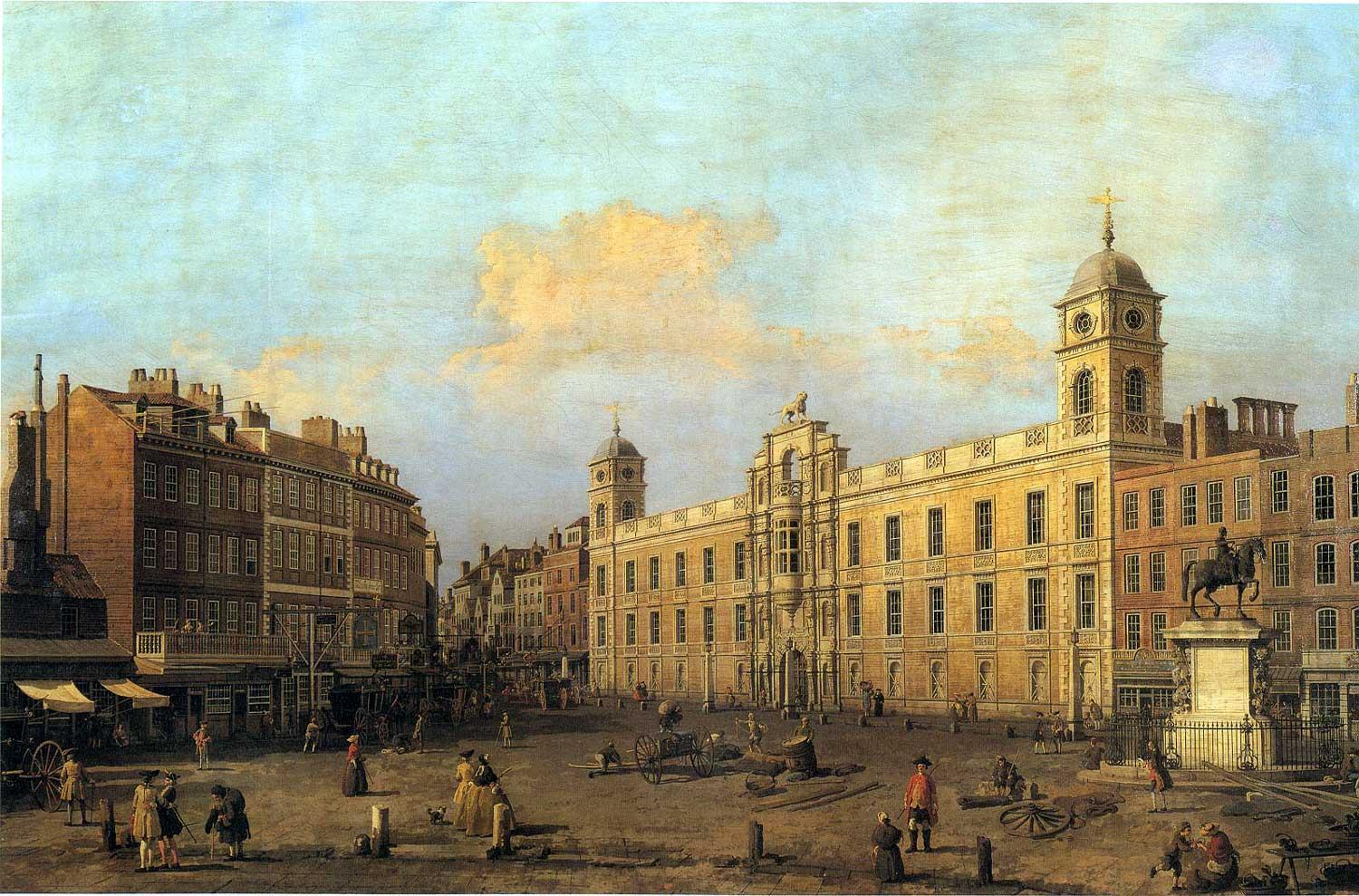
Casa de Northumberland, (1752).
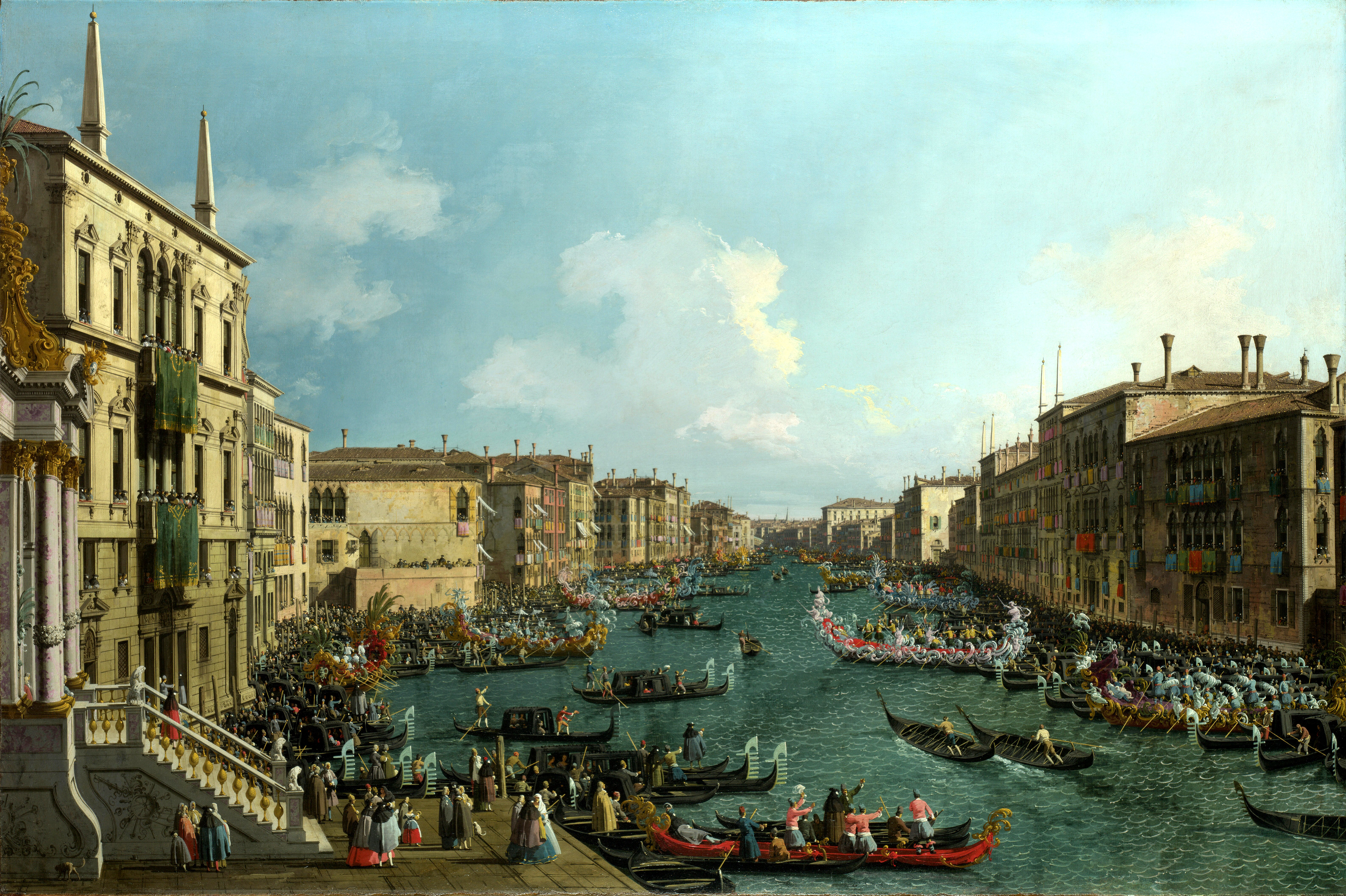
La Regata Vista da Ca'Foscari.
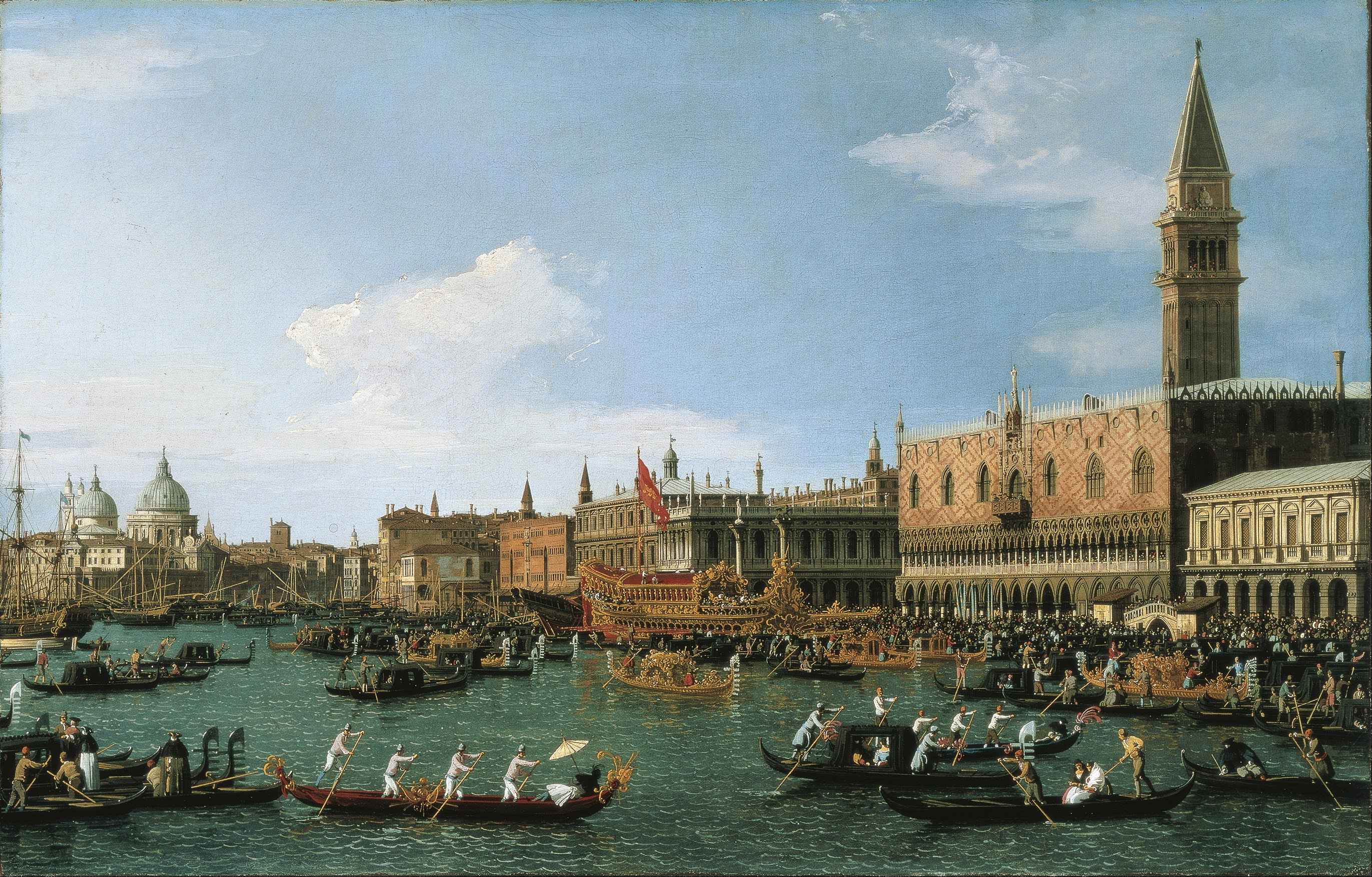
Il Bucintoro. Museo Thyssen-Bornemizsa en depósito en el Museo Nacional de Arte de Cataluña (MNAC)
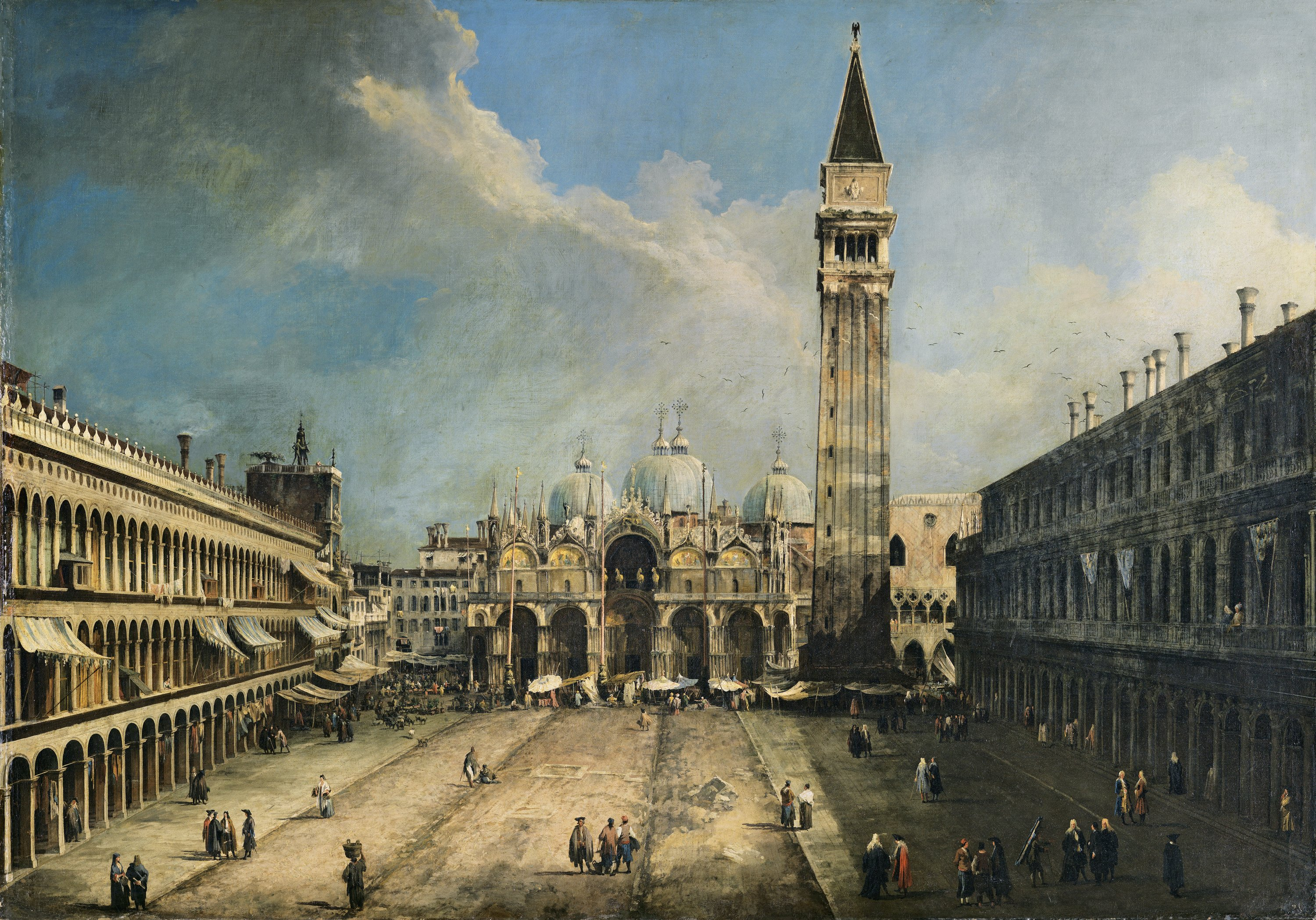
Plaza de San Marcos en Venecia, hacia 1723-1724. Museo Thyssen-Bornemisza, Madrid.

### Paisajes y vistas

#### Primeros tiempos (1720-1729)
1720-1725
Estos trabajos se realizan a su regreso de la estancia en Roma. En 1723 recibe el encargo de un noble veneciano para pintar cuatro lienzos con vistas de la ciudad de Venecia para, probablemente, decorar su palacio. Estos cuatro cuadros constituyen el inicio del estilo veduta en el artista. De estos cuatro cuadros se conservan dos en el museo del Settecento Veneziano (Venecia) y dos en el Museo Thyssen-Bornemisza (Madrid). En esta época destacan:
- Gran Canal, vista al noreste desde el Palazo Balbi hacia el puente de Rialto (1723-24) Óleo sobre lienzo, 144 x 207 cm. Museo del Settecento Veneziano, Ca' Rezzonico, Venecia.
- Gran Canal, vista Este desde el Campo San Vio (1723-24), Óleo sobre lienzo, 140,5 x 204,5 cm. Museo Thyssen-Bornemisza, Madrid.

1725-1729
En 1725 Canaletto conoce al empresario Owen McSwiney y al tratante de arte y cónsul de Inglaterra en Venecia Joseph Smith. McSwiney le indica su idea de realizar cuadros de paisajes para la decoración de las mansiones de los nobles ingleses que visitaban Venecia durante el Gran Tour. Poco tiempo después Smith releva a McSwiney en esta tarea y se convierte en su principal tratante.

#### Esplendor (1730-1746)
Durante estos tres lustros el pintor vive su mejor época creativa. Destacan las visiones de Venecia y las pinturas que reflejan acontecimientos de la vida en el ducado.
1730-1731;
- Piazza San Marco con la Basílica (1730), Óleo sobre lienzo, 76 x 114,5 cm. Fogg Art Museum, Cambridge.
- Piazza San Marco (1730), Óleo sobre lienzo, 68,6 x 112,4 cm.  Metropolitan Museum of Art, Nueva York.
- El Bucintoro regresa al Molo el día de la Ascensión (1730), Óleo sobre lienzo, 182 x 259 cm., Colección privada.

1732-1734
- Gran Canal: Desde Santa Maria della Carità al Bacino di San Marco (1730-33), Óleo sobre lienzo, 47,9 x 80 cm. Royal Collection, Windsor.
- Una Regata en el Gran Canal (1732), Óleo sobre lienzo, 77 x 126 cm. Royal Collection, Windsor.
- The Piazzetta (1733-35), Óleo sobre lienzo, 68,6 x 91,5 cm. Galleria Nazionale d'Arte Antica, Roma.
- Venecia vista desde San Giorgio Maggiore (173?), Óleo sobre lienzo, 77 x 97 cm. Instituto Städel, Fráncfort

1735-1739
- La fiesta de San Roque (1735), Óleo sobre lienzo, 147,5 x 199,5 cm. National Gallery, Londres.
- Regata en el Gran Canal (después de 1735), Óleo sobre lienzo, 117 x 186 cm. National Gallery, Londres.
- Bacino di San Marco (1738-40), Óleo sobre lienzo, 125 x 204 cm. Museo de Bellas Artes de Boston, Boston.

1740-1746
- El Bucintoro regresa al Molo el día de la Ascensión (1740), Óleo sobre lienzo, 187 x 259 cm. Pushkin Museum, Moscú.
- Entrada al Gran Canal: Vista Este (1744), Óleo sobre lienzo, 127 x 203 cm. Royal Collection, Windsor.
- Capriccio: Diseño  Palladino para el puente de Rialto, con edificios y Vicenza (1740), Óleo sobre lienzo, 60,5 x 82 cm. Galería Nacional de Parma.

#### Etapa inglesa (1746-1754)
Tras su salida de Venecia Canaletto se dirige a Inglaterra en donde se encuentran la mayoría de sus clientes. Esta época es la del inicio de los problemas y la decadencia del artista. Su técnica se vuelve más autómata y comienza a recibir críticas por parte de los críticos.
- London: the Old Horse Guards and Banqueting Hall, from St James's Park (1749), Óleo sobre lienzo, 45,5 x 76 cm.  Colección privada.
- Londres: Casa de Northumberland (1752), Óleo sobre lienzo, 84 x 137 cm. Colección privada.
- Puente viejo de Walton (1754), Óleo sobre lienzo, 48,8 x 76,7 cm. Dulwich Picture Gallery, London.

#### Etapa final (1755-1768)
Tras la decepción londinense, Canaletto regresa a Venecia en donde su técnica se vuelve más oscura predominando los colores oscuros.
- Scala dei Giganti (1765), Óleo sobre lienzo, 42 x 29 cm Colección Privada, México.

### Costumbres
Sólo se conserva un cuadro de costumbres, el Estudio de figuras, Lienzo. 41 x 58.5 cm. Gemäldegalerie. Berlín. Alemania.

### Interiores
su obra de interiores es escasa, conservándose hoy en día sólo tres cuadros:
- El interior de la Basílica (1760). Óleo sobre lienzo. 28 x 19 cm. Windsor, Windsor Castle, Royal Collection.
- 'San Marco: Interior (1755),  Óleo sobre lienzo, 36,5 x 33,5 cm. Royal Collection, Windsor.
- Interior de la rotonda de Ranelagh House (1754). Óleo sobre lienzo. 46 x 75,5 cm. The National Gallery. Londres. Inglaterra.

### Dibujos y grabados
La mayoría de los grabados son obras preparatorias de posteriores cuadros, existe también un autorretrato.